# Миран (коммуна)
Мира́н (фр. Mirannes) — коммуна во Франции, находится в регионе Юг — Пиренеи. Департамент — Жер. Входит в состав кантона Вик-Фезансак. Округ коммуны — Ош.
Код INSEE коммуны — 32257.

## География
Коммуна расположена приблизительно в 610 км к югу от Парижа, в 90 км западнее Тулузы, в 17 км к западу от Оша.
На востоке коммуны протекает река Баиз.

## Климат
Климат умеренно-океанический. Лето жаркое и немного дождливое, температура часто превышает 35 °С. Зимой часто бывает отрицательная температура и ночные заморозки. Годовое количество осадков — 700—900 мм.

## Население
Население коммуны на 2010 год составляло 70 человек.
| 1962 | 1968 | 1975 | 1982 | 1990 | 1999 | 2010 |
| ---- | ---- | ---- | ---- | ---- | ---- | ---- |
| 123  | 102  | 87   | 72   | 70   | 74   | 70   |

## Администрация
| Период | Период | Фамилия        | Партия | Примечания |
| ------ | ------ | -------------- | ------ | ---------- |
| 2001   | 2008   | Андре Эстибаль |        |            |
| 2008   | 2020   | Пьер Лабриф    |        |            |

## Экономика
В 2010 году среди 50 человек трудоспособного возраста (15-64 лет) 36 были экономически активными, 14 — неактивными (показатель активности — 72,0 %, в 1999 году было 65,0 %). Из 36 активных жителей работали 31 человек (18 мужчин и 13 женщин), безработных было 5 (2 мужчин и 3 женщины). Среди 14 неактивных 9 человек были учениками или студентами, 4 — пенсионерами, 1 был неактивным по другим причинам.